# Ратисбон, Теодор
Теодор Ратисбон (фр. Maria Theodor Ratisbonne; 28 декабря 1802, Страсбург, — 10 января 1884, Париж) — католический священник, проповедник и автор ряда сочинений на религиозные темы.

## Биография
Теодор Ратисбон родился в традиционной еврейской семье, его отец был президентом еврейского религиозного совета Страсбурга. Он получил блестящее образование и вплоть до своего обращения в христианство был практикующим адвокатом. В 1826 году вслед за несколькими своими друзьями он переходит в католицизм, что приводит к полному разрыву отношений с его семьей. В 1830 году Теодор принимает священнический сан. Он последовательно занимал должности профессора в «Petit Seminaire» и священника в кафедральном Страсбургском соборе.
В честь чуда явления Девы Марии его младшему брату Альфонсу Ратисбону (1814—1884), Теодор — совместно с Альфонсом — основали мужской и женский орден Богоматери в Сионе (Notre Dame de Sion) для христианского образования еврейских детей. Теодор получил разрешение от римского папы Григория XVI на миссионерскую деятельность в Иерусалимском округе.

## Труды
- «История Св. Бернара»,
- «Руководство для христианских Матерей»,
- «Размышления Св. Бернара»
- «Questions juives», 1868
- «Réponses aux questions d’un Israélite de notre temps», 1878